# Risa Shimizu
Risa Shimizu (清水 梨紗 Shimizu Risa?), född 15 juni 1996, är en japansk fotbollsspelare som spelar för NTV Tokyo Verdy Beleza.
Risa Shimizu har spelat 42 landskamper och gjort ett mål för det japanska landslaget. Hon deltog bland annat i Asiatiska mästerskapet i fotboll för damer 2018.